# Kira Borissowna Powarowa
Kira Borissowna Powarowa, geboren als Kira Borissowna Potschukowa, (russisch Кира Борисовна Поварова, Geburtsname russisch Кира Борисовна Почукова; * 9. September 1933 in Moskau) ist eine sowjetisch-russische Materialwissenschaftlerin und Hochschullehrerin.

## Leben
Kira Borissownas Vater war der Ökonom Boris Fjodorowitsch Potschukow (1895–1980), der aus einer Adelsfamilie stammte und nach der Oktoberrevolution in der Finanzverwaltung des Landwirtschaftsministeriums der UdSSR arbeitete. Ihre Mutter Marija Wassiljewna geborene Igumnowa (1901–1984) stammte aus einer Provinzkaufmannsfamilie und arbeitete als Krankenschwester.
Kira Borissowna besuchte die Moskauer Mittelschule Nr. 43 mit Abschluss 1951 mit einer Silbermedaille. Anschließend studierte sie am Moskauer Stahl-Institut in der technologischen Fakultät mit Abschluss 1956 mit Auszeichnung als Metallurgin und Spezialistin für Wärmebehandlungen von Stählen. 1954 hatte sie den Metallurgen Wladimir Sergejewitsch Powarow (* 1930) geheiratet.
Nach dem Studium begann Powarowa im Baikow-Institut für Metallurgie der Akademie der Wissenschaften der UdSSR (AN-SSSR, seit 1991 Russische Akademie der Wissenschaft (RAN)) als Oberlaborantin im Laboratorium für Refraktärmetalle, seltene Metalle und Legierungen zu arbeiten. Dort wurde sie 1957 Ingenieurin und 1959 wissenschaftliche Mitarbeiterin. 1962 verteidigte sie im Stahl-Institut mit Erfolg ihre Dissertation über physikalisch-chemische Wechselwirkungen des Rheniums mit Übergangsmetallen und Eigenschaften einiger Legierungen für die Promotion zur Kandidatin der technischen Wissenschaften. 1983 verteidigte sie im Allunionsforschungsinstitut für Luftfahrtmaterialien mit Erfolg ihre Doktor-Dissertation über die physikalisch-chemischen Grundlagen der Entwicklung von Hochtemperaturkonstruktionswerkstoffen auf der Basis von Wolframlegierungen für die Promotion zur Doktorin der technischen Wissenschaften. 1986 wechselte sie in das nach Nikolai Timofejewitsch Gudzow benannte und von Oleg Alexandrowitsch Bannych geleitete Laboratorium für Baustähle und Legierungen des Baikow-Instituts. Seit 1991 ist sie dort wissenschaftliche Chefmitarbeiterin. Sie wurde als einzige Frau 1992 zur Professorin für Metallwissenschaft und Wärmebehandlung ernannt.
Neben ihrer Forschungstätigkeit lehrte Powarowa 1983–1986 am Moskauer Staatlichen Luftfahrtinstitut (MAI) am Lehrstuhl für Materialwissenschaften. Seit 1992 ist sie nebenamtlich Professorin des Lehrstuhls für Materialwissenschaft des Moskauer Luftfahrttechnologie-Institut (MATI), das ursprünglich 1932 aus dem MAI hervorgegangen war und seit 1996 die Russische Staatliche Ziolkowski-Technologie-Universität ist.
Powarowas Tochter Doktorin der technischen Wissenschaften Marija Wladimirowna Kostina (* 1964) ist führende wissenschaftliche Mitarbeiterin des Laboratoriums für Baustähle und Legierungen und des Laboratoriums für Physikalische Chemie und Bruchmechanik des Baikow-Instituts, Spezialistin für korrosionsbeständige hochfeste Stickstoffstähle und Dozentin.

## Ehrungen, Preise
- Staatspreis der UdSSR für die Rhenium-Arbeiten (1968, zusammen mit dem Kollektiv)[8]
- Preis des Ministerrats der UdSSR für die Wofram-Arbeiten (1984, zusammen mit dem Kollektiv)
- Anossow-Preis der RAN für theoretische Arbeiten zu Legierungen auf der Basis intermetallischer Verbindungen (1996, zusammen mit Alexander Anatoljewitsch Iljin und Jewgeni Nikolajewitsch Kablow)[9]
- Preis der Regierung der Russischen Föderation für die Arbeiten zur Einführung von Legierungen auf der Basis Intermetallischer Verbindungen in die Luftfahrtindustrie (2001)